# Loạn chư Lã
Loạn chư Lã (chữ Hán: 诸吕之乱), Loạn chư Lữ, đôi khi còn gọi là Tru Lã an Lưu (誅呂安劉), là một chuỗi sự kiện tranh chấp quyền lực trong triều đình nhà Hán của lịch sử Trung Quốc.
Tuy mầm mống bắt đầu từ khi Lã hậu bắt đầu xưng chế năm 187 TCN, thế nhưng sự bùng phát chính thức xảy ra khi Lã hậu qua đời vào năm 180 TCN. Theo đó, ngày 16 tháng 8 cùng năm, Tề Ai vương Lưu Tương dấy binh nổi dậy và kết thúc khi Hán Văn Đế Lưu hằng lên ngôi cũng trong năm ấy.

## Tham vọng dòng tộc
Sau khi Hán Cao Tổ Lưu Bang qua đời (195 TCN), người kế vị là Hán Huệ Đế Lưu Doanh hèn yếu, quyền lực trong triều rơi vào tay Lã Thái hậu. Đến năm 187 TCN, Huệ Đế mất, không có con nối dõi. Lã Thái hậu lấy con của người khác, giết mẹ chúng rồi bảo là con Huệ Đế, sau đó lập liên tiếp hai Thiếu Đế lên ngôi, còn Lã Thái hậu lấy cớ vua còn nhỏ, lâm triều xưng chế, tự nắm hết quyền lực.
Trước kia khi Hán Cao Tổ sắp mất, ông đã có giao ước với các đại thần: "Ai không phải họ Lưu mà lên làm Vương, thì Thiên hạ cùng đánh nó". Tuy nhiên khi nắm quyền trong tay, Lã Thái hậu cũng muốn phong cho thân thích họ Lã làm Vương. Nguyên vào thời Cao Tổ, các thân tộc họ Lã cũng đã được phong hầu, cụ thể như sau:
1. Lã Trạch (吕泽), anh trưởng Lã hậu, được phong làm Chu Lã hầu (周吕侯).
2. Lã Thích Chi (吕释之), anh thứ của Lã hậu, được phong làm Kiến Thành hầu (建成侯).

Đến khi nắm quyền, Lã hậu lại phong thêm cho các thân tộc họ Lã:
1. Lã Tu, em gái Lã hậu làm Lâm Quang hầu (临光侯).
2. Lã Thái (吕台), con trưởng Lã Trạch, được phong Chu Lã hầu (周吕侯).
3. Lã Sản (呂產), con thứ Lã Trạch, được phong Giao hầu (交侯).
4. Lã Lộc (呂祿), con Lã Thích Chi, được phong Hồ Lăng hầu (胡陵侯).[2]

Những năm tiếp theo, Lã hậu dần diệt các thân tộc họ Lưu để phong vương cho họ Lã: giết ba vị Triệu vương họ Lưu, muốn hại Tề vương Lưu Phì. Năm 187 TCN, Lã Thái hậu đổi Lã Thái làm Lã vương (吕王), trở thành người đầu tiên của họ Lã được phong vương.
Năm 181 TCN, Triệu vương Lưu Khôi và Yên vương Lưu Kiến mất, Lã hậu bỏ con cháu của họ, lập Lã Lộc làm Triệu vương (趙王) và Lã Thông làm Yên vương (燕王); còn Lã Gia (呂嘉), con của Lã Thái, có tội bị giáng. Con thứ của Lã Trạch là Lã Sản được phong làm Lã vương, sau đổi làm Lương vương (梁王).
Ngoài ra, Lã hậu tìm cách lấy lòng dòng dõi của Tề vương ở phía đông, phong cho hai người con của Điệu vương nước Tề là Lưu Chương và Lưu Hưng Cư lên tước hầu. Tóm lại, vào cuối thời Lã Thái hậu, trong lãnh thổ nhà Hán có 13 chư hầu vương, trong đó 9 người họ Lưu, ba người họ Lã, hai người họ khác (Trường Sa vương Ngô Thần, Lỗ vương Trương Yển) cụ thể như sau:
| Vương họ Lưu               | Vương họ Lã        |
| -------------------------- | ------------------ |
| Tế Xuyên vương Lưu Thái    | Triệu vương Lã Lộc |
| Thường Sơn vương Lưu Triều | Lương vương Lã Sản |
| Hoài Dương vương Lưu Vũ    | Yên vương Lã Thông |
| Sở vương Lưu Giao          |                    |
| Ngô vương Lưu Tị           |                    |
| Đại vương Lưu Hằng         |                    |
| Hoài Nam vương Lưu Trường  |                    |
| Lang Tà vương Lưu Trạch    |                    |
| Tề vương Lưu Tương         |                    |

Tuy số Vương họ Lưu áp đảo, song cả ba vương họ Lã đều nắm quyền trong nước, thế lực mạnh, còn trong số các vương họ Lưu thì Tế Xuyên vương, Thường Sơn vương, Hoài Dương vương còn nhỏ nên ở kinh đô, không có thực quyền, Ngô vương và Sở vương ở xa, cộng thêm Lã hậu nắm quyền triều chính nên mọi quyền lực đều nằm trong tay họ Lã.

## Diễn biến

### Tề vương xuất quân
Năm 180 TCN, Lã Thái hậu mắc bệnh nặng, bèn sai Triệu Vương Lã Lộc làm Thượng tướng quân, coi cánh quân ở phía bắc, Lã vương Sản coi cánh quân phía Nam để đề phòng các đại thần lật đổ họ Lã sau khi bà qua đời. Bà dặn Lộc và Sản:
"Sau khi bình định thiên hạ, Cao Đế có giao ước với các quan đại thần: "Ai không phải họ Lưu mà làm Vương thì thiên hạ cùng đánh nó". Nay họ Lã làm Vương, các quan đại thần không chịu. Nếu ta chết đi, Hoàng đế còn ít tuổi, sợ các quan đại thần gây biến loạn. Các ngươi phải cầm quân giữ lấy cung, chớ có đi theo đám tang, đừng để cho người nào áp chế mình."
Rồi phong Lã Sản làm Thừa tướng, lấy con gái Lã Lộc làm Hoàng hậu cho Thiếu đế để tăng cường vây cánh.
Cùng năm đó, Lã Thái hậu qua đời, các đại thần và tôn thất họ Lưu bắt đầu nổi dậy. Chu Hưu hầu Lưu Chương, con thứ của Tề Điệu vương Lưu Phì, muốn đánh họ Lã để lập anh trưởng của mình là Tề Ai vương Lưu Tương làm Thiên tử, bèn xin Tề vương đem binh về hướng tây giết họ Lã mà lên ngôi Thiên tử, ông và em trai thứ là Đông Mưu hầu Lưu Hưng Cư (刘兴居) cùng các quan đại thần sẽ làm nội ứng.
Tề vương chuẩn bị ra quân nhưng tướng quốc Thiệu Bình (vốn được họ Lã lấy lòng từ trước) không đồng ý và tạo phản. Tề vương bèn giết Thiệu Bình rồi phong Ngụy Bột làm tướng quân, Chúc Ngọ làm nội sử đánh họ Lã. Để có thêm lực lượng, Tề vương cho mời Lang Tà vương Lưu Trạch đến gặp, rồi bắt giam Lưu Trạch, ép cho mượn binh sau mới thả ra, rồi đem quân tiến về phía Tây đánh nước Lã ở Tế Nam, đưa thư cho các chư hầu, kêu gọi đứng lên đánh họ Lã.
Trước sức mạnh của quân Tề, thừa tướng Lã Sản sai Quán Anh cầm binh đánh dẹp, nhưng Quán Anh lại bàn với quân lính, đóng binh ở Huỳnh Dương, và sai sứ đến phía đông liên kết với Tề vương, dự định khi họ Lã làm biến sẽ tiêu diệt.

### Mưu kế của Trần Bình và Chu Bột
Lã Lộc và Lã Sản ở kinh đô muốn khởi binh làm loạn nhưng sợ thế lực của các đại thần, còn chần chừ chưa quyết định. Các đại thần Trần Bình, Chu Bột bàn mưu, thấy người con của Khúc Chu Hầu Lịch Thương là Lịch Ký thân với Lã Lộc, bèn ép Lịch Thương bảo con đến nói với Lộc nếu ở lại kinh cầm binh sẽ bị nghi ngờ, chi bằng trao ấn cho Thái úy mà về nước Triệu.
Lã Lộc đem việc ấy bảo với Lã Sản. Nội bộ họ Lã biết việc ấy, nhưng chưa dứt khoát quyết định. Lã Lộc nói với người cô là Lâm Quang hầu Lã Tu nhưng Lã Tu biết được mưu đồ đó, không đồng ý.
Cùng lúc đó Giả Thọ từ nước Tề về, lại khuyên Lã Sản mau chóng làm loạn và giục Sản vào Vị Ương cung để làm loạn. Cùng lúc Chu Bột bảo tướng Kỷ Thông cầm cờ tiết giả làm lệnh hoàng đế trao cho mình cầm đầu đạo quân phía bắc rồi ra lệnh cho Lịch Ký và Lưu Yết tới thuyết phục Lã Lộc lần nữa. Lã Lộc nghe theo, trả tướng ấn lại, giao cho Chu Bột cầm quân. Chu Bột nắm được đạo quân phía nam.
Cùng lúc đó Trần Bình hay tin Lã Sản đã làm loạn, sai Chu Hư hầu giúp Bột. Chu Bột lại ra lệnh không cho Lã Sản vào điện. Chu Bột sai Chu Hư hầu đem 1000 quân vào Vị Ương cung, nhưng vì còn e họ Lã nên chỉ nói là vào bảo vệ Thiếu đế, rồi vào đâm chết Lã Sản.

## Kết quả và ý nghĩa
Sau khi Lã Sản bị giết, các đại thần và tôn thất nhà Hán nhanh chóng thanh trừng vây cánh họ Lã, giết Lã Lộc và Lã Thông, đánh chết Lã Tu, phế Lỗ vương Trương Yển, sau đó xử tử toàn bộ gia tộc họ Lã.
Các đại thần họp bàn với nhau, cho rằng Thiếu đế và các Lương vương, Hoài Dương vương, Thường Sơn vương đều không phải con Hiếu Huệ, không thể cho làm Thiên tử được, bèn chia nhau giết chết tất cả, rồi sai sứ yêu cầu Tề Ai vương rút quân về. Loạn chư Lã chấm dứt chỉ sau vài tháng. Các đại thần bàn nhau lập con thứ tư của Cao Tổ là Đại vương Lưu Hằng lên ngôi, tức Hán Văn đế, mở ra một thời kì mới cho nhà Hán.